# صالح باي
صالح باي، أحد بايات بايلك الشرق. ولد ب إزمير تركيا سنة 1725 عينه باشا الجزائر العاصمة بايا على بايلك الشرق (1771م-1792م).
شهدت فترت حكمه عدة إنجازات وعرفت منطقة بايلك الشرق ازدهارا اقتصاديا واجتماعيا مما أدى إلى ازدياد نفوذه وولاء الشعب له أدى كل هذا إلى غيرة باشا الجزائر العاصمة وخوفا على منصبه خطط لقتله وتم له ذلك سنة 1792، أدت هذه الحادثة إلى موجة حزن عبر كافة بايلك الشرق وكتعبير عن ألم الأمة ارتدت النسوة وشاحا أسودا يسمى ب الملاية ما زالت تستعمل حتى اليوم.